# اندیشه آزاد
اندیشهٔ آزاد یا آزاداندیشی یک دیدگاه فلسفی بدون محدود شدن تفکر به طرز فکر دینی است (مستلزم بی‌خدایی نیست اما ضرورتاً ملازم آن هم نیست). اندیشهٔ آزاد برپایهٔ مدارک علمی، منطق و احتمالاً انسان‌گرایی است. این تفکر تحت تأثیر مرجعیت، سنتها، احساسات و دگماتیسم قرار نمی‌گیرد. افرادِ دارای اندیشهٔ آزاد را به نام آزاداندیش می‌شناسند.

## درونما
برپایهٔ اندیشهٔ آزاد، افراد نباید چیزی را بدون استفاده از خرد و دانش و بر اساس تعصب و بدون مدرک به عنوان حقیقت، رد یا قبول کنند؛ بنابراین آزاد اندیشان تلاش می‌کنند تا باورهای خود را برپایهٔ حقیقت‌ها، روش علمی و اصول منطق و دلیل برهانی بنا نهند؛ و از مغالطات منطقی، یا تأثیر محدودکنندهٔ مرجعیت، فرهنگ غالب، پیش‌داوری، بنیادگرایی، سنت، افسانه‌های شهری و هرگونه دگم دیگری دوری کنند. بر این اساس وقتی فلسفه اندیشه آزاد در مورد دین به کار برده می‌شود، با توجه به داده‌های علمی، نظریه‌های علمی رسمی و اصول منطقی، شواهد ناکافی برای باور به پدیده‌های فراطبیعی وجود دارد.
شاید خطی از ویلیام کلیفورد، ریاضیدان و فیلسوف بریتانیایی، اندیشه آزاد را بهتر توصیف کند: «این همیشه نادرست است، برای همه و در هرکجا، تا هر چیزی را بدون مدارک کافی باور کنند». به این خاطر که بسیاری از مسائل حقوقی، اعتقادات و باورهای رایج برپایهٔ دگما هستند، در بسیاری از اوقات طرز فکر آزاد اندیشان مخالف باور رایج است.

## نماد

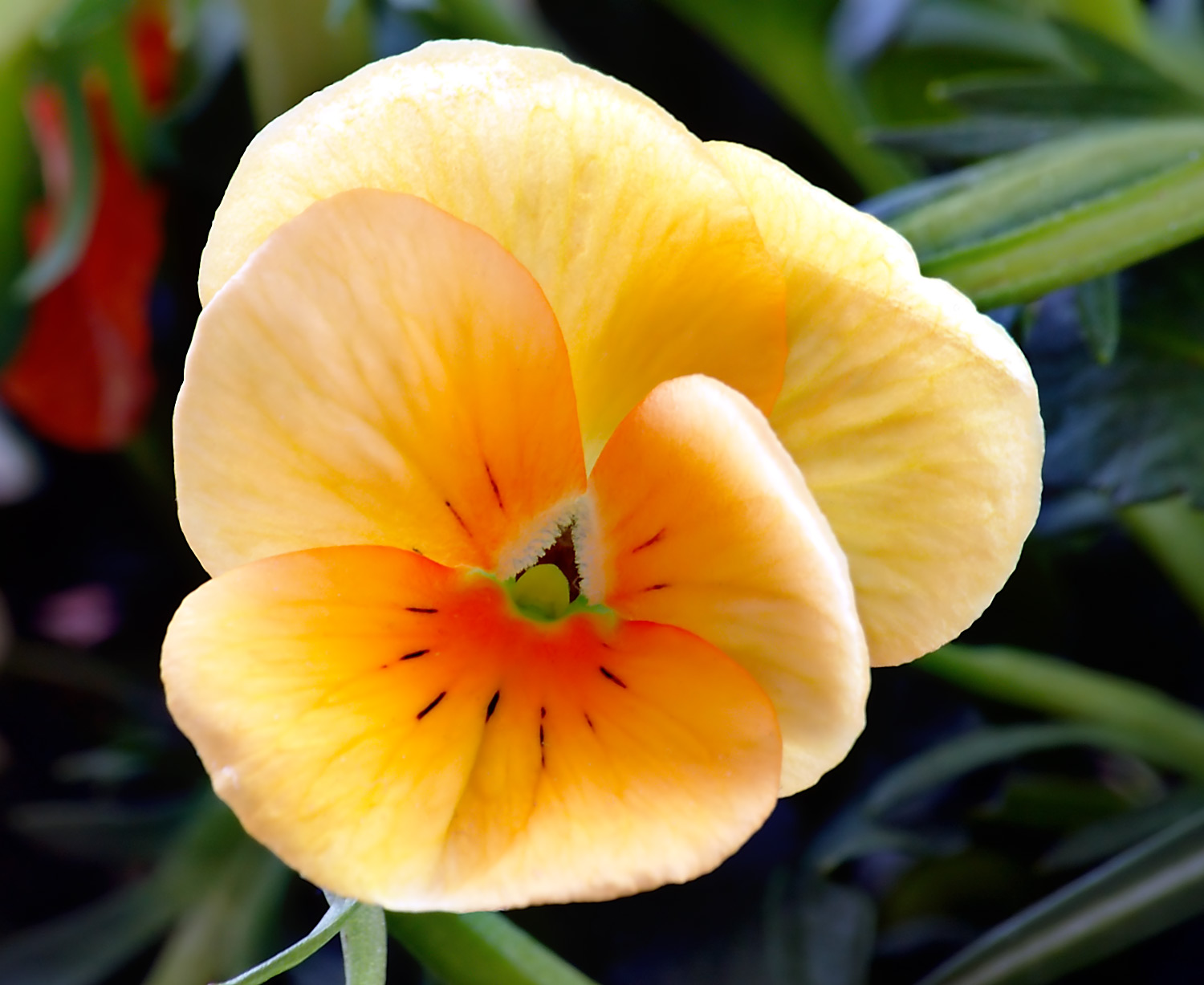
بنفشه نماد اندیشه آزاد

گل بنفشه (بنفشهٔ فرنگی) از دیرباز نماد اندیشه آزاد بوده‌است. دلیل این انتخاب به خاطر نام و ظاهر این گل است. نام این گل، «Pansy» از ریشهٔ «pensée» در فرانسوی به معنی «اندیشه» است. همچنین ظاهر این گل شبیه صورت انسان است و در ماه اوت سرخم می‌کند، طوریکه که انگار مشغول اندیشه عمیق است.

## تاریخ

### جنبش مدرن
سال ۱۶۰۰ میلادی را آغاز اندیشه آزاد مدرن می‌شناسند. این سال به خاطر وقایع اعدام جوردانو برونو در ایتالیا به خاطر مخالفت با کلیسا و تفتیش عقاید مهم است.

#### انگلستان و فرانسه
واژهٔ آزاداندیش «Freethinker» را نخست آنتونی کالینز (۱۶۷۸–۱۷۲۹) رواج داد. او از دوستان صمیمی جان لاک فیلسوف بود. کالینز جزوه‌ها و کتاب‌های بسیاری منتشر کرد که در آنها به دین سنتی تاخت. او عضو گروهی بود که «آزاد اندیشان» خوانده می‌شد، و مجله‌ای با عنوان «آزاداندیش» منتشر می‌کرد. کالینز این واژه را برای اطلاق به کسانی به کار می‌برد که مخالف هرگونه دین سازمان یافته‌ای بودند. وی در مهمترین کتابش با عنوان «گفتاری در آزاداندیشی» یا «A Discourse of Free Thinking» در سال ۱۷۱۳ به شرح دلایل خود برای اتخاذ این رویکرد پرداخت.
در فرانسه این مفهوم برای نخستین بار در سال ۱۷۵۶ در مقاله‌ای از دنیس دیدرو، ژان لروند دالامبر و ولتر به نام آزاداندیش «Libre-Penseur» منتشر شد؛ این مقاله به شدت بیخدایانه بود. مفهوم اندیشه آزاد آنچنان در اروپا فراگیر شد که حتی در نقاط دوردست اروپا نیز آزاد اندیشان مشهوری پابه عرصه گذاردند.